# Ґуй Чжуан
Ґуй Чжуан (*归庄, 1613—1673) — китайський поет часів падіння династії Мін та початку династії Цін.

## Життєпис
Походив з родини вчених. Народився у 1613 році у м. Куньшань (провінція Цзянсу). Здобув гарну освіту. Втім його службовій кар'єрі завадили спочатку повстання Лі Цзичена, а потім вторгнення маньжурів. У 1645 році разом із своїм другом Ґу Яньу входив до уряду династії Південна Мін. В ті ж роки відзначився при обороні рідного міста. після поразки китайських військ вимушений був тікати. У 1660-х роках стає під ім'ям Хен Сюань ченцем буддистського монастиря. Помер у 1673 році.

## Поезія
Був талановитим поетом. Значна частина його творів увійшла до збірки «Колекція Хен Сюаня». Автор стансів «Ворожіння про житло». Також у доробку є велика епічна поема «Туга тисячоліть» («Вань гу чоу»), в якій він викладає історію Китаю від міфічних володарів до падіння Нанкіна у 1645 році. Висміюючи багатьох мудреців і діячів минулого, Ґуй Чжуан знаходить особливо уїдливі слова для своїх сучасників — сановників, які пішли на поклін до маньчжурів.